# Cochisea sinuaria
Cochisea sinuaria är en fjärilsart som beskrevs av Barnes och Mcdunnough 1916. Cochisea sinuaria ingår i släktet Cochisea och familjen mätare. Inga underarter finns listade i Catalogue of Life.